# 崔鎔信
崔 鎔信（チェ　ヨンシン　1978年5月21日- ）は韓国の柔道家。階級は73kg級。身長176cm。

## 人物
1996年の世界ジュニア71kg級で3位になった。1999年のユニバーシアード73kg級では3位だった。2000年のシドニーオリンピックでは3回戦でアトランタオリンピックチャンピオンの日本の中村兼三を体落で破るなどして準決勝まで進むも、ブラジルのティアゴ・カミロに小外掛で敗れると、3位決定戦でもラトビアのフセヴォロドス・ゼリョニースに掬投で敗れて5位にとどまった。2001年のユニバーシアードでは2位だったが、韓国国際では3度目の優勝を果たした。2002年に地元の釜山で開催されたアジア大会では決勝で世界選手権2位の日本の金丸雄介を小外刈の効果で破って優勝した。2004年のドイツ国際で優勝するも、この階級には世界チャンピオンの李元熹がいたためにアテネオリンピックには出場できなかった。

## 主な戦績
- 1996年 - 世界ジュニア　3位(71kg級)
- 1997年 - 韓国国際　優勝(71kg級)
- 1999年 - 嘉納杯 7位
- 1999年 - フランス国際　3位
- 1999年 - ドイツ国際　2位
- 1999年 - ユニバーシアード　3位
- 2000年 - シドニーオリンピック　5位
- 2000年 - 韓国国際　優勝
- 2001年 - フランス国際　2位
- 2001年 - ドイツ国際　2位
- 2001年 - ユニバーシアード　2位
- 2001年 - 韓国国際　優勝
- 2002年 - オーストリア国際　優勝
- 2002年 - アジア大会　優勝
- 2004年 - ドイツ国際　優勝

(出典)。